# Big band

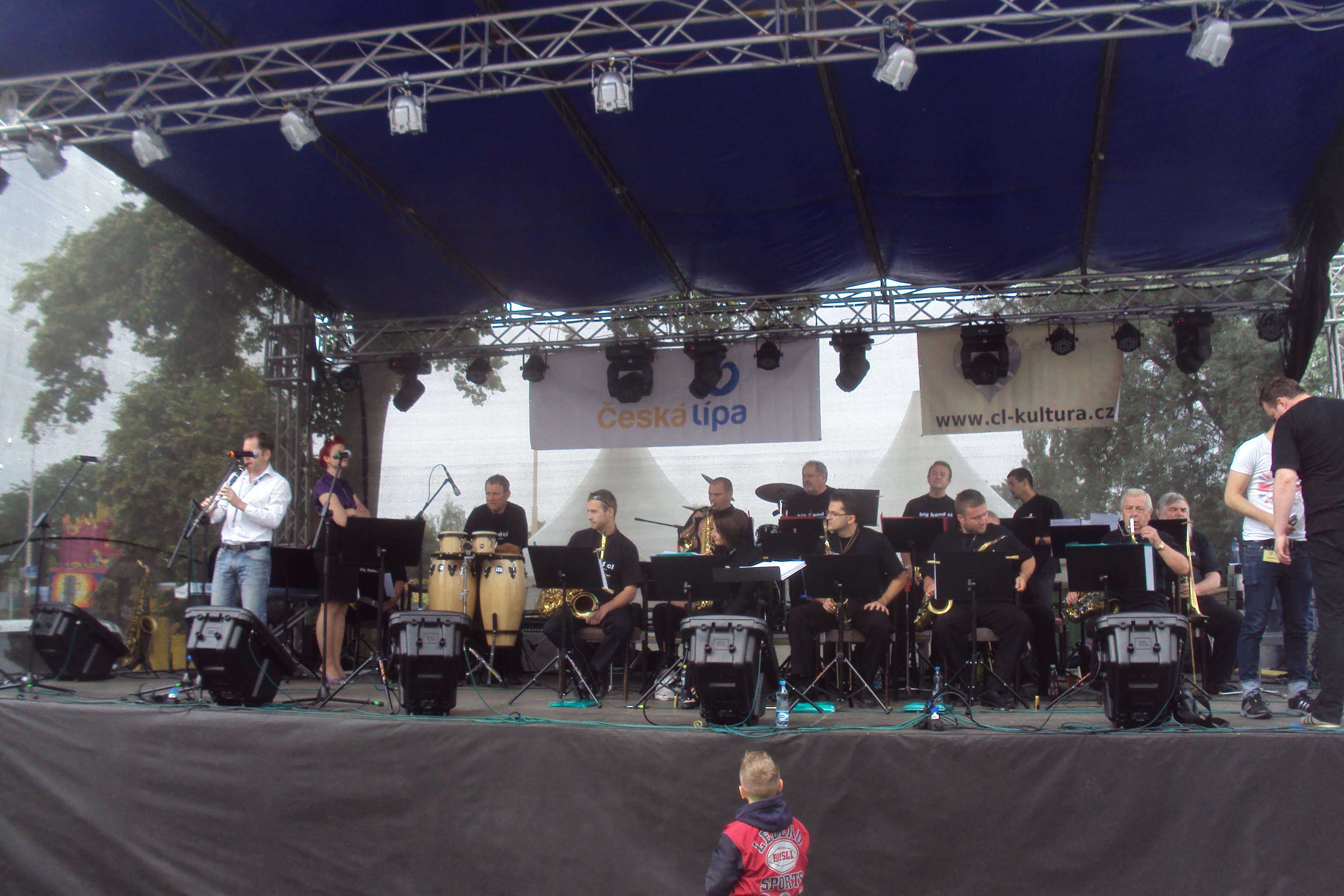
Českolipský Big Band CL v červnu 2014

Big Band (česky tedy „velká kapela“, ale doslovný překlad se nepoužívá) je specifický jazzový (konkrétně swingový) orchestr. Zatímco v menších souborech, hrajících kupříkladu neworleanský dixieland, mají hráči možnost improvizovat, big bandy hrají jakožto velké orchestry přesně podle not. Tato tělesa mívají zpravidla svého kapelníka. Většinou to nebývá pouze dirigent, ale instrumentalista, který ovšem také diriguje – takovými byli kupř. pozounista Glenn Miller, klarinetista Benny Goodman či klavírista Count Basie.

## Využití bigbandů
Ve „zlaté éře swingu“, tj. ve 30. a 40. letech 20. století, byly bigbandy především v Americe, ale i v západní Evropě, velmi oblíbené jako interpreti tehdejší populární a taneční hudby. Většina jejich skladeb byla čistě instrumentální a vznikaly i velmi nápadité melodie. S úpadkem swingu (předznamenaným hlavně příchodem rock 'n' rollu, který sebral tradičnímu jazzu titul „moderní hudby“) ale bigbandy nezanikly, jen se změnila jejich úloha: většinou doprovázely velké pěvecké hvězdy, jako byl třeba proslulý Frank Sinatra. Jelikož je ale jazz v USA oblíben vlastně stále, mnoho bigbandů existuje stále a hraní v nich či jejich řízení bývá nezřídkakdy jakousi rodinnou tradicí.

## Obsazení
Není zcela jasně specifikováno. Uvádí se, že základní bigband má sedmnáct členů (zpěváky nepočítaje) a to jsou: dvakrát altový saxofon, dvakrát tenorový saxofon, jeden barytonový saxofon, čtyřikrát trumpeta, čtyřikrát pozoun, dále pak klavír, kontrabas, bicí a kytara. Větší bigbandy mají i klarinety a velkou či malou smyčcovou sekci. Pochopitelně může být kontrabas nahrazen basovou kytarou, místo klasických périnetových trubek se občas vyskytne křídlovka či kornet, z níže položených dechových nástrojů není výjimkou ani basklarinet, tuba (nejčastěji suzafon), basový pozoun a různé neobvyklé nástroje typu baskřídlovek či bastrubek.